# Leroy Miller
Leroy Miller (ur. 19 lutego 1965 w Walla Walla, Waszyngton, USA) – amerykański muzyk i producent muzyczny, wokalista, gitarzysta, autor tekstów. Nazywany Leroy. Nagrał dwie piosenki dla serialu telewizyjnego "Hoży doktorzy" (ang. Scrubs) oraz jedną dla Arrested Development. Napisał piosenkę “New World”, która znalazła się w filmie "Zakochana złośnica". 
W filmie "Driven" znalazła się jego piosenka pt. "Good Time". Po odejściu Grega Campa w lipcu 2008 został gitarzystą zespołu Smash Mouth, z którym pracuje nad nowym albumem.

## Dyskografia
- Leroy (2001)
- Squish (2005)
- Walla Walla (2007)
- Don't Make Me Beg (2010)